# 정의용
정의용(鄭義溶, 1946년 4월 14일~)은 대한민국의 외교관, 정치인이다. 제39대 외교부 장관을 역임했다. 제17대 국회의원이었으며 2017년부터 2020년까지 문재인 정부의 국가안보실장을 지냈다.

## 학력
- 서울고등학교 졸업
- 서울대학교 외교학과 학사
- 하버드 대학교 정책대학원 사회과학 석사
- 하버드 대학교 행정대학원 행정학 석사

## 경력
- 제5회 외무고시 합격
- 외무부 통상정책과 과장
- 주태국대사관 참사관
- 주미국대사관 참사관
- 외무부 정세분석관
- 외무부 공보관
- 주EC대표부 공사
- 외무부 통상국 국장
- 주미국대사관 공사
- 주이스라엘대사관 대사
- 외교통상부 통상교섭본부 통상교섭조정관 (외무관리관.특2급)
- 주제네바대표부 대사
- 세계무역기구(WTO)산하 무역협상위원회(TNC) 지적재산권분야 협상그룹 의장
- 국제노동기구(ILO)이사회 부의장
- 국제노동기구(ILO) 의장
- 외교안보연구원 연구위원
- 새천년민주당 당무위원
- 새천년민주당 탈당
- 열린우리당 입당
- 열린우리당 당무위원 겸 국제협력위원장
- 2004년 5월 ~ 2008년 5월: 제17대 국회의원(열린우리당→대통합민주신당→통합민주당 비례대표)
- 대통합민주신당 당무위원
- 통합민주당 당무위원
- 민주당 당무위원
- 국회 정보위원회 위원
- 국회 전.후반기 통일외교통상위원회 위원
- 민주당 당무위원 겸 중앙위원
- 민주통합당 당무위원
- 민주통합당 탈당(2013년 12월 1일)
- 더불어민주당 입당(2016년 5월 31일)
- 더불어민주당 당무위원 겸 중앙상임위원.
- 더불어민주당 탈당(2017년 1월 3일)
- 2017년 5월 21일 ~ 2020년 7월 2일 : 제3대 국가안보실장
- 더불어민주당 복당(2020년 6월 8일)
- 더불어민주당 전임고문 겸 최고위원.
- 대통령비서실 외교안보특별보좌관
- 2021년 2월 ~ 2022년 5월 제39대 외교부 장관
- 2021년 2월 ~ 2021년 4월 국가기후환경회의 위원(정부)
- 2021년 2월 ~ 2022년 5월 녹색성장위원회 당연직위원
- 2021년 2월 ~ 2022년 5월 대통령 직속 국가지식재산위원회 당연직 위원

## 가족 관계
그는 미국 중앙정보국 코리아임무센터를 이끄는 앤드루 김 소장의 5촌 외종숙(어머니의 친정 사촌 남자 형제)으로 앤드루 김이 사석에서 그를 아저씨로 부른다고 알려졌다.
박근혜 정부에서 청와대 비서실장을 지낸 이병기와는 이종사촌 관계이다.

## 역대 선거 결과
| 실시년도 | 선거   | 대수 | 직책     | 선거구   | 정당       | 득표수      | 득표율          | 순위          | 당락 | 비고 |
| -------- | ------ | ---- | -------- | -------- | ---------- | ----------- | --------------- | ------------- | ---- | ---- |
| 2004년   | 총선   | 17대 | 국회의원 | 비례대표 | 열린우리당 | 8,145,824표 | \| \| 38.26% \| | 비례대표 10번 |      | 초선 |
|          | 38.26% |      |          |          |            |             |                 |               |      |      |

## 같이 보기
- 대한민국 제17대 국회의원 선거 열린우리당 후보 목록#비례대표
- 2018년 북미정상회담
- 2018년 제1차 남북정상회담
- 대한민국의 국가안보실장
- 대한민국의 외교부 장관

## 소속 정당
| 소속 정당 | 소속 정당      | 소속 기간 | 비고      |
| --------- | -------------- | --------- | --------- |
|           | 새천년민주당   | 2004      | 정계 입문 |
|           | 무소속         | 2004      | 탈당      |
|           | 열린우리당     | 2004~2007 | 입당      |
|           | 대통합민주신당 | 2007~2008 | 합당      |
|           | 통합민주당     | 2008      | 합당      |
|           | 민주당         | 2008~2011 | 당명 변경 |
|           | 민주통합당     | 2011~2013 | 합당      |
|           | 민주당         | 2013      | 당명 변경 |
|           | 무소속         | 2013~2016 | 탈당      |
|           | 더불어민주당   | 2016~2017 | 복당      |
|           | 무소속         | 2017~2020 | 탈당      |
|           | 더불어민주당   | 2020~현재 | 복당      |